# Santa Maria Val Müstair
Santa Maria Val Müstair (föråldrad tysk namnform: Santa Maria im Münstertal) är en ort och tidigare kommun i den schweiziska kantonen Graubünden. Sedan 2009 ingår den i den då nyinrättade kommunen Val Müstair. Byn har uppstått runt ett kapell, Sancte Maria in Silvaplana, som nämns första gången omkring år 1170.
Det traditionella språket i Santa Maria är jauer, en variant av den rätoromanska dialekten vallader. Sedan lång tid har emellertid det tyska språket vunnit insteg, och är modersmål för omkring en fjärdedel av invånarna. Rätoromanska är dock det språk på vilket skolundervisningen bedrivs, samt var kommunens officiella administrationsspråk. Kyrkan är sedan omkring 1530 reformert.